# Whitmoreit
Whitmoreit ist ein selten vorkommendes Mineral aus der Mineralklasse der „Phosphate, Arsenate und Vanadate“. Es kristallisiert im monoklinen Kristallsystem mit der chemischen Zusammensetzung Fe2+Fe3+2[OH|PO4]2·4H2O, ist also ein wasserhaltiges Eisen-Phosphat mit zusätzlichen Hydroxidionen.
Whitmoreit ist durchscheinend und entwickelt nur kleine Kristalle bis etwa zwei Millimeter Größe mit nadeligem bis prismatischem Habitus und dunkelbrauner bis grünlichbrauner Farbe. Meist sind diese in Form von fächerförmigen, radialstrahligen oder büscheligen bis kugeligen Mineral-Aggregaten angeordnet. Die Kristalloberflächen weisen einen glasähnlichen bis schwach diamantähnlichen Glanz auf. Seine Mohshärte von 3 entspricht der des Referenzminerals Calcit.

## Etymologie und Geschichte
Erstmals entdeckt wurde Whitmoreit in der Grube „Palermo No. 1“ bei Groton im Grafton County des US-Bundesstaates New Hampshire. Beschrieben wurde er 1974 durch Paul Brian Moore, Anthony Robert Kampf und Anthony J. Irving, die das Mineral zu Ehren des Grubenbesitzers Robert William Whitmore (* 1936) benannten.
Typmaterial des Minerals wird im National Museum of Natural History in Washington, D.C. aufbewahrt (Register-Nr. 128069).

## Klassifikation
In der veralteten 8. Auflage der Mineralsystematik nach Strunz war der Whitmoreit noch nicht aufgeführt.
In der zuletzt 2018 überarbeiteten Lapis-Systematik nach Stefan Weiß, die formal auf der alten Systematik von Karl Hugo Strunz in der 8. Auflage basiert, erhielt das Mineral die System- und Mineralnummer VII/D.08-020. Dies entspricht der Klasse der „Phosphate, Arsenate und Vanadate“ und dort der Abteilung „Wasserhaltige Phosphate, mit fremden Anionen“, wo Whitmoreit zusammen mit Arthurit, Bendadait, Cobaltarthurit, Coralloit, Earlshannonit, Kleemanit, Kunatit, Mapimit und Ojuelait die „Arthuritgruppe“ mit der Systemnummer VII/D.08 bildet.
Die von der International Mineralogical Association (IMA) zuletzt 2009 aktualisierte 9. Auflage der Strunz’schen Mineralsystematik ordnet den Whitmoreit in die Klasse der „Phosphate, Arsenate und Vanadate“ und dort in die Abteilung „Phosphate usw. mit zusätzlichen Anionen; mit H2O“ ein. Hier ist das Mineral in der Unterabteilung „Mit ausschließlich mittelgroßen Kationen; (OH usw.) : RO4 = 1 : 1 und < 2 : 1“ zu finden, wo es zusammen mit Arthurit, Bendadait, Cobaltarthurit, Earlshannonit, Kunatit und Ojuelait die „Whitmoreitgruppe“ mit der Systemnummer 8.DC.15 bildet.
In der vorwiegend im englischen Sprachraum gebräuchlichen Systematik der Minerale nach Dana hat Whitmoreit die System- und Mineralnummer 42.11.18.01. Das entspricht der Klasse der „Phosphate, Arsenate und Vanadate“ und dort der Abteilung „Wasserhaltige Phosphate etc., mit Hydroxyl oder Halogen“. Hier findet er sich innerhalb der Unterabteilung „Wasserhaltige Phosphate etc., mit Hydroxyl oder Halogen mit (AB)4(XO4)3Zq × x(H2O)“ in der „Whitmoreitgruppe“, in der auch Arthurit, Ojuelait, Earlshannonit, Gladiusit, Cobaltarthurit, Kunatit und Bendadait eingeordnet sind.

## Kristallstruktur
Whitmoreit kristallisiert isostrukturell (im gleichen Strukturtyp) mit Bendadait im monoklinen Kristallsystem in der Raumgruppe P21/c (Raumgruppen-Nr. 14) mit den Gitterparametern a = 10,00 Å; b = 9,73 Å; c = 5,47 Å und β = 93,8° sowie zwei Formeleinheiten pro Elementarzelle.

## Bildung und Fundorte
Whitmoreit bildet sich sekundär durch hydrothermale Verwitterung aus Triphylin in granitischen Pegmatiten. Als Begleitminerale können neben Triphylin unter anderem noch Beraunit, Laueit, Ludlamit, Mitridatit, Siderit, Strunzit und Ushkovit auftreten.
Als seltene Mineralbildung konnte Whitmoreit nur an wenigen Fundorten nachgewiesen werden, wobei bisher (Stand 2013) rund 30 Fundorte als bekannt gelten. Neben seiner Typlokalität, der Grube „Palermo No. 1“, konnte das Mineral noch in weiteren Gruben bei Groton und bei Alexandria im Grafton County sowie bei Walpole und Alstead in New Hampshire gefunden werden. Daneben trat es in den USA in verschiedenen Gruben und Steinbrüchen bei East Hampton im Middlesex County (Connecticut), Newry und Paris im Oxford County (Maine) sowie bei Fourmile nahe Custer im Custer County, Glendale und Keystone im Pennington County (South Dakota) zutage.
In Deutschland kennt man Whitmoreit bisher nur vom Hennenkobel (Hühnerkobel) sowie aus Pleystein und Hagendorf bei Waidhaus in Bayern.
Der bisher einzige bekannte Fundort in der Schweiz liegt im Pontetal nahe Brissago TI im Kanton Tessin.
Weitere bisher bekannte Fundorte liegen unter anderem bei Glen Wills (Victoria) in Australien, Blaton in Belgien, Sapucaia do Norte (Minas Gerais) in Brasilien, Le Bosc (Okzitanien) in Frankreich, Vestreno (Lombardei) in Italien, im Eulengebirge (Sowie Mountains, Góry Sowie) in Polen, Bendada in Portugal, in Böhmen und Mähren in Tschechien und St Agnes (Cornwall) im Vereinigten Königreich.